# Symfonie nr. 3 (Poot)
Symphonie nr. 3 en compositie voor harmonieorkest van de Belgische componist en lid van de componisten groep De Synthetisten Marcel Poot uit 1952. Dit werk werd door de componist ooit als zijn lievelingscompositie betiteld.
Het werk werd op cd opgenomen door het Moskou Symfonie Orkest onder leiding van Frederik Devreese.